# Lee Cheol-ho
Lee Cheol-ho (* 20. September 1986 in Hwasun) ist ein südkoreanischer Badmintonspieler.

## Karriere
Lee Cheol-ho siegte 2006 bei den India International. Im Folgejahr nahm er an der Badminton-Asienmeisterschaft teil. Bei der Sommer-Universiade 2007 belegte er Rang fünf im Herreneinzel. Weitere Starts folgten bei der Japan Super Series 2007 und der Korea Open Super Series 2008. 2009 gewann er die Osaka International.